# Colombia ved sommer-OL 2024
Colombia deltog i sommer-OL 2024 i Paris, Frankrig i perioden 26. juli til 11. august 2024.

## Medaljer
| 2024 Paris | Guld | Sølv | Bronze | Total |
| Colombia   | 0    | 3    | 1      | 4     |

### Medaljevinderne
| Colombia under sommer-OL 2024 i Paris | Colombia under sommer-OL 2024 i Paris | Colombia under sommer-OL 2024 i Paris | Colombia under sommer-OL 2024 i Paris | Colombia under sommer-OL 2024 i Paris |
| Medalje                               | Navn                                  | Sport                                 | Event                                 | Dato                                  |
| ------------------------------------- | ------------------------------------- | ------------------------------------- | ------------------------------------- | ------------------------------------- |
| Sølv                                  | Ángel Barajas                         | Gymnastik                             | Mændenes reck                         | 5. august                             |
| Sølv                                  | Yeison López                          | Vægtløftning                          | Men's 89 kg                           | 9. august                             |
| Sølv                                  | Mari Sánchez                          | Vægtløftning                          | Women's 71 kg                         | 9. august                             |
| Bronze                                | Tatiana Rentería                      | Brydning                              | Women's freestyle 76 kg               | 11. august                            |